# Viscosia
Viscosia är ett släkte av rundmaskar. Viscosia ingår i familjen Oncholaimidae.

## Dottertaxa tillViscosia, i alfabetisk ordning[1][2]
- Viscosia abyssorum
- Viscosia angustata
- Viscosia antarctica
- Viscosia brachydonta
- Viscosia brachylaimoides
- Viscosia brevilaima
- Viscosia carnleyensis
- Viscosia cobbi
- Viscosia crassa
- Viscosia cryptodentata
- Viscosia dubiosa
- Viscosia elegans
- Viscosia elongata
- Viscosia falklandiae
- Viscosia filipjevi
- Viscosia glabra
- Viscosia grahami
- Viscosia isotonchula
- Viscosia langrunensis
- Viscosia leptolaima
- Viscosia longissima
- Viscosia macramphida
- Viscosia macrorhopalocerca
- Viscosia meridionalis
- Viscosia minor
- Viscosia nijhoffi
- Viscosia nona
- Viscosia nuda
- Viscosia oncholaimelloides
- Viscosia palmae
- Viscosia papillata
- Viscosia papillatoides
- Viscosia paralinstowi
- Viscosia parapedroensis
- Viscosia pedroensis
- Viscosia pseudoglabra
- Viscosia pseudosegmentata
- Viscosia rustica
- Viscosia separabilis
- Viscosia similis
- Viscosia tenuissima
- Viscosia tumidula
- Viscosia viscosa